# Битка при Форново
Битката при Форново (на италиански: Battaglia di Fornovo) е най-важното сражение от Първата италианска война. На 6 юли 1495 г. отстъпващите от Италия французи, начело с Шарл VIII, са пресрещнати от съюзна армия от венецианци, миланци и мантуанци, но побеждават и си отварят път за придвижване към родината си.

## Предистория
Италианските войни започват с нашествието на Шарл VІІІ на Апенинския полуостров. Кралят има претенции към престола на Неапол. Армията му го достига без сериозна съпротива, но скоро се налага да отстъпва, тъй като италианските държави се обединяват срещу нападателите.
През лятото на 1495 г. французите се оказват в Ломбардската низина, близо до Парма, а срещу тях е застанала италианската войска, решена да ги спре. Само река Таро отделя противниците. Докато французите са между 10 и 11 хиляди, италианците достигат 20 хиляди.

## Ход на битката
Основният мотив на съюзниците са парите. Шарл е отнел от Неапол 180 000 дуката – огромна сума за онази епоха и ги отнася във Франция. Италианците смятат, че те трябва да останат в Италия. Много политици обаче настояват да не се рискува с битка и да се оставят французите да се приберат безпрепятствено. Докато Шарл се надява на такъв изход и се опитва да преговаря, се вижда, че броят на противниците му непрекъснато се увеличава. Ето защо той решава да действа. Условията за това не са благоприятни, защото реката е пълноводна и опасна. Все пак на 6 юли сутринта 2500 мъже, водени от италианския наемник (кондотиер) Джакомо Тривулцио, форсират реката, последвани от основните сили начело с краля.
Херцогът на Мантуа Франческо II Гонзага, който командва италианците, нарежда атака срещу първите преминали, но поради лошия терен новата лека конница не постига съществен резултат. Двете армии се разминават, тъй като французите се движат не север, а италианците на юг. Така Гонзага вижда възможност да разбие ариегарда на Шарл, командван от Луи дьо ла Тремуй. В започналата кървава битка кралят се връща на помощ и нанася на италианците тежко поражение. Това ги принуждава да се оттеглят и да не предприемат повече атаки. Французите достигат на сигурно място в Асти, изгубвайки около 1000 души – двойно по-малко от противниците си.

## Оценки
И двете страни претендират за победата – французите, защото са постигнали тактическо надмощие, италианците, защото успяват да овладеят обоза на противника. В резултат френската армия се оттегля без палатки, сухи дрехи и храна за вечерта. Оценката на историците не е еднозначна: някои се съгласяват, че резултатът е наравно, но за други френската победа е категорична.
| „                    | В нея Шарл показа голяма смелост и с малката си армия отблъсна противника, разби редиците му и му нанесе пълно поражение... | “ |
| Жак дьо Май, 1527 г. | |   |

Битката при Форново е първата, в която младият сеньор Пиер дьо Баяр блесва с пословутата си храброст. Той пленява знаме на противника и неслучайно след победата Шарл VІІІ го посвещава в рицарско звание.
Поражението на италианците показва, че техните военни умения вече не са първостепенни в Европа. Последиците са в това, че се полагат повече усилия за пехотата, изграждана по швейцарски образец. Най-големи постижения в тази посока има Флоренция.